# Trochiloglossa aurea
Trochiloglossa aurea là một loài ruồi trong họ Tachinidae.